# Giant Magnolias on a Blue Velvet Cloth
Giant Magnolias on a Blue Velvet Cloth (dtsch. Riesige Magnolien auf einem blauen Seidentuch) ist ein Stillleben, das der US-amerikanische Maler Martin Johnson Heade um das Jahr 1890 als Ölgemälde auf Leinwand anfertigte. Es befindet sich heute in der National Gallery of Art in Washington, D.C. in den Vereinigten Staaten. 1982 schenkte die Organisation “The Circle of the National Gallery of Art” das Bild anlässlich ihres zehnjährigen Jubiläums dem Museum.

## Beschreibung
Heades Kunstwerke wie dieses Gemälde mit ihrem sehr auffälligen Kontrast zwischen den hell erleuchteten Blüten und dem dunklen Hintergrund gehören zu den ersten Stillleben des 19. Jahrhunderts in den Vereinigten Staaten überhaupt. Sie regen zudem die Fantasie des Betrachters an – das ausstellende Museum selbst assoziiert mit „ihren satten Farben, vollen und kurvigen Konturen, ihrer grundsätzlichen Opulenz und dem impliziten Parfümduft der Blumen möglicherweise unbekleidete Frauen, die sich auf luxuriösen Couches träge zurücklehnen“.